# Mravenčák (Šluknovská pahorkatina)
Mravenčák je kopec s nadmořskou výškou 459 m, který leží v Mikulášovicích v Ústeckém kraji.

## Charakteristika
Mravenčák geomorfologicky náleží k Šluknovské pahorkatině a jejímu okrsku Šenovská pahorkatina, respektive podokrsku Mikulášovická pahorkatina. Geologické podloží tvoří střednězrnný lužický granodiorit doplněný žílou doleritu a bazanitem. Půdním pokryvem je modální mesobazická kambizem, kterou podél potoka střídá modální glej. Většina povrchu je využívána jako pastviny. Vrcholová část je zalesněná smíšeným lesem. Severovýchodně od vrcholu se nachází vodojem. V sedle mezi Mravenčákem a Tanečnicí protéká Studený potok, který náleží, stejně jako celý kopec, k povodí Mikulášovického potoka a úmoří Severního moře. Po severním až východním svahu prochází železniční trať Rumburk – Panský – Mikulášovice. Území od trati směrem ke státní hranici se nachází v Chráněné krajinné oblasti Labské pískovce. Na severozápadě na Mravenčák navazuje Davidův vrch (448 m).

## Galerie

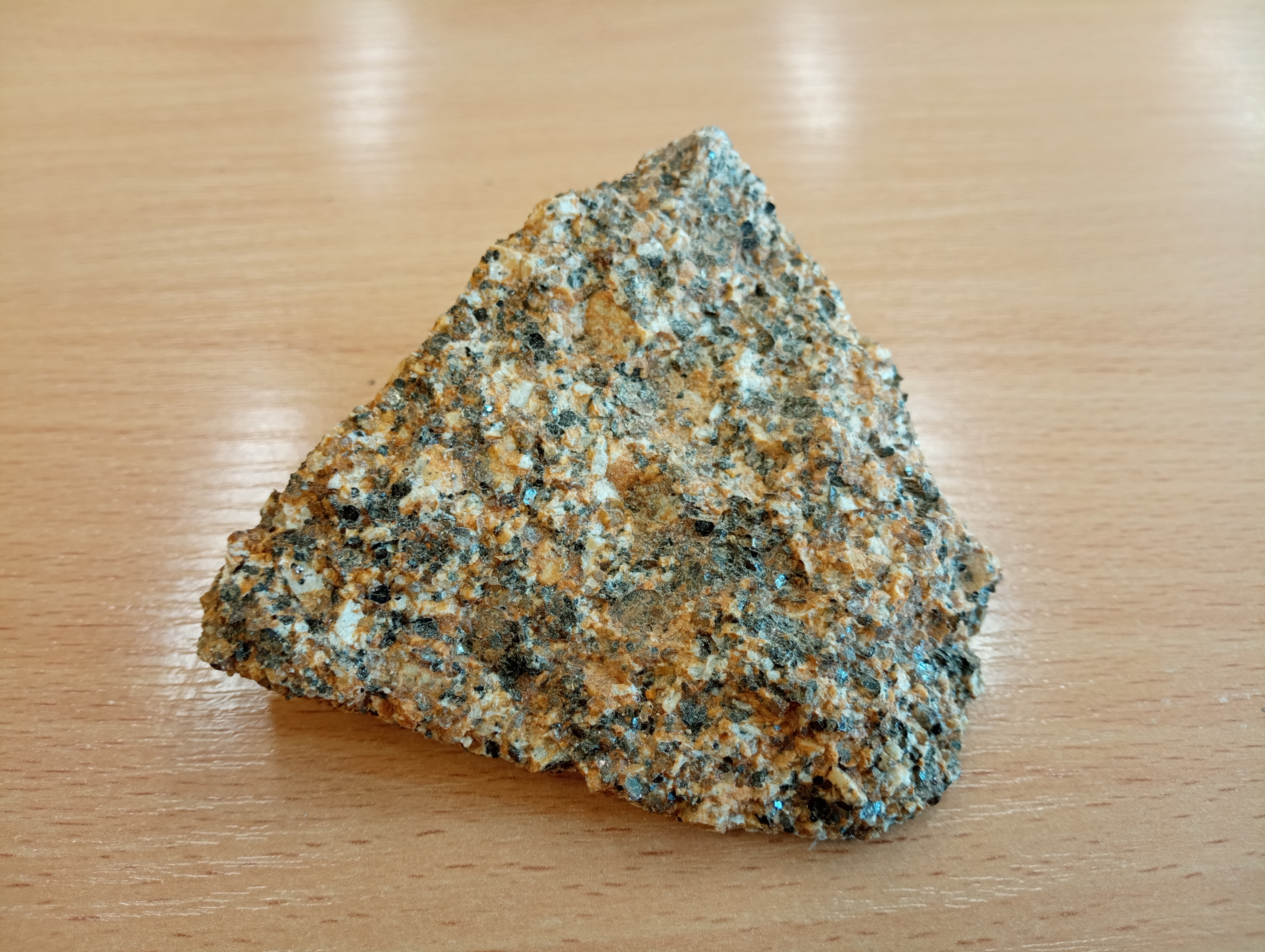
Lužický granodiorit
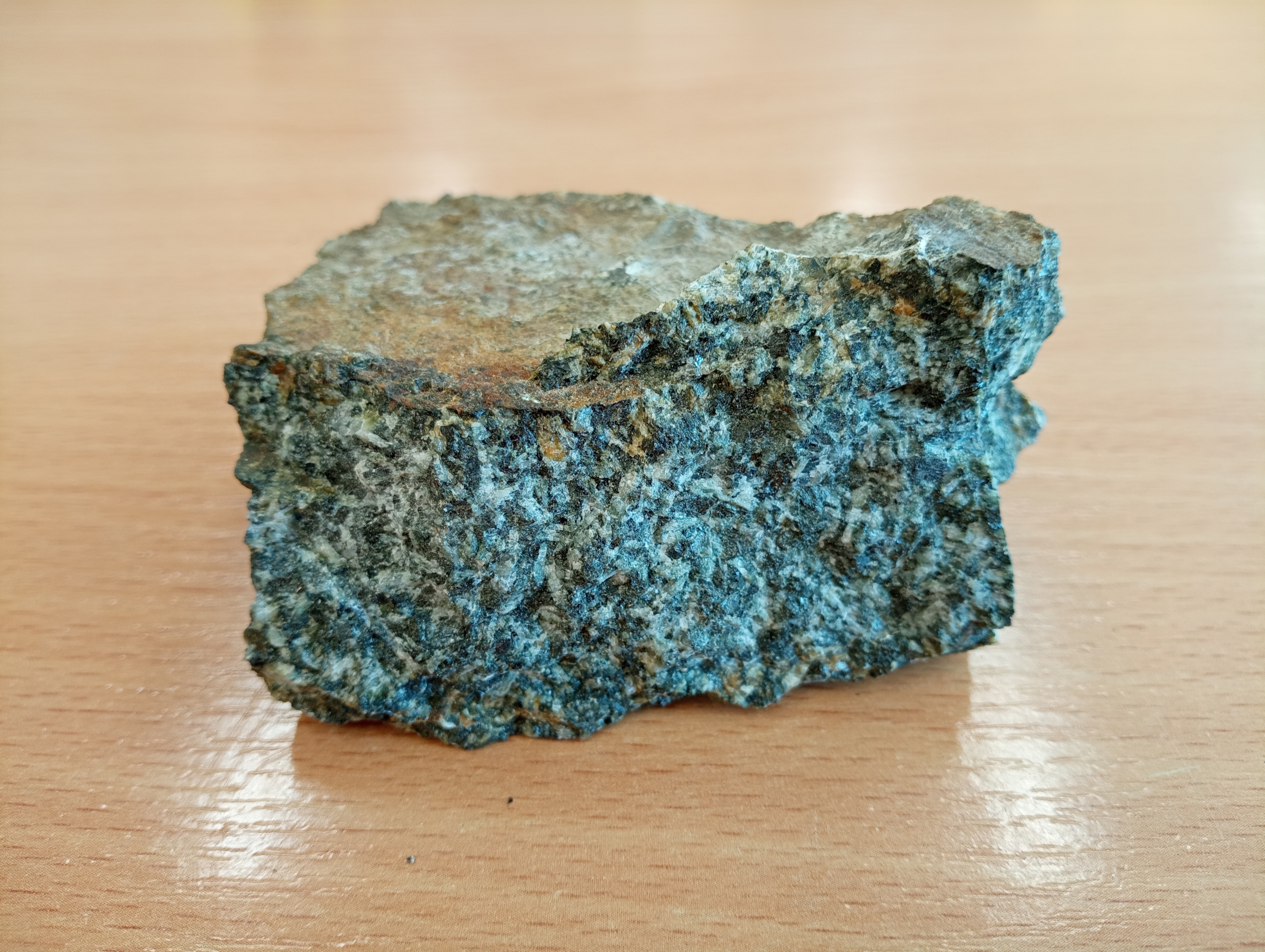
Dolerit
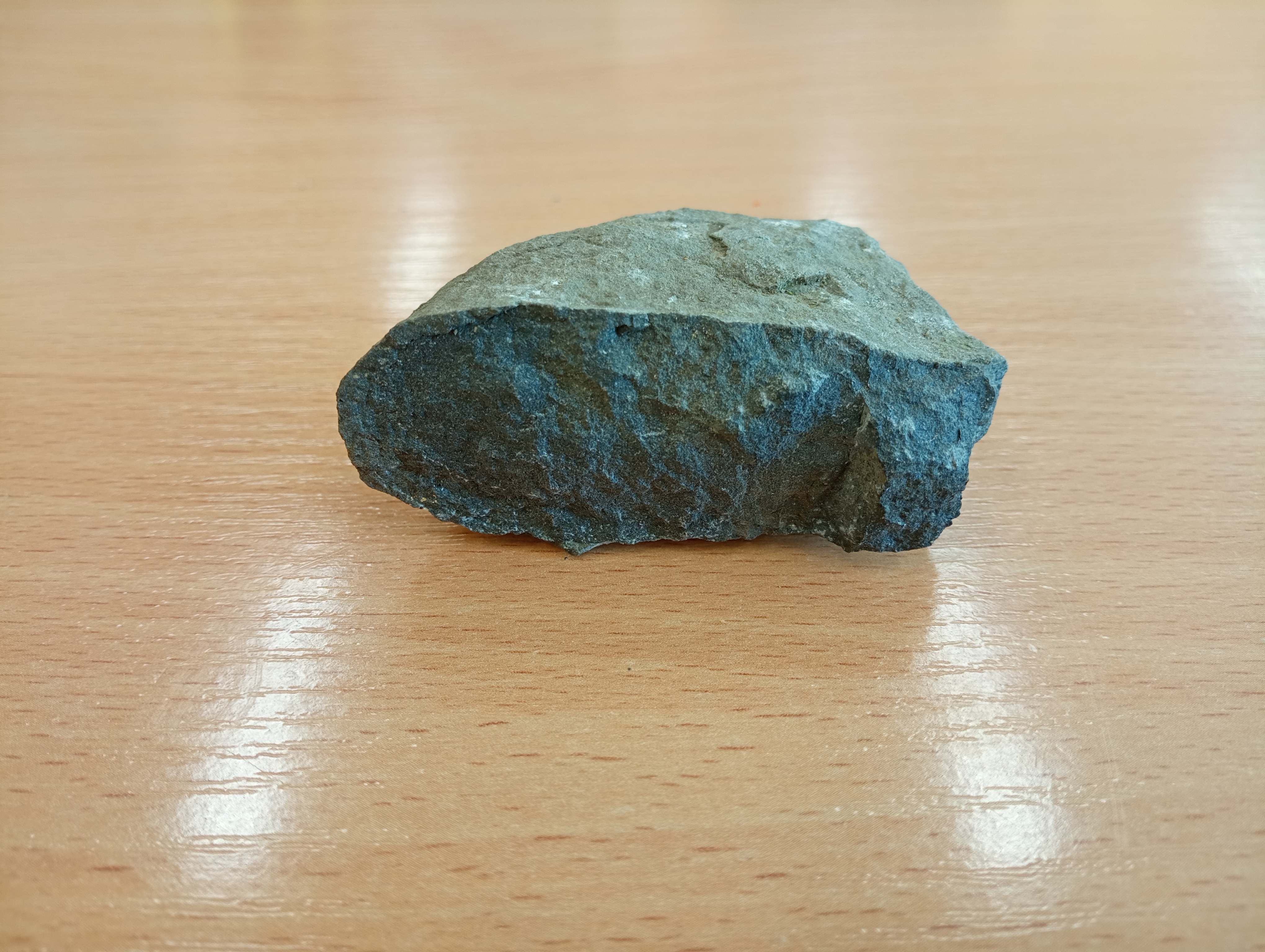
Bazanit